# アラン・ノース
アラン・ノース（Alan North,  1920年12月23日 - 2000年1月19日）は、アメリカ合衆国の俳優である。

## 来歴
1920年、ニューヨーク州ニューヨーク市に生まれる。第二次世界大戦がはじまると、アメリカ海軍に従軍した。戦争が終わると故郷のニューヨークへ戻り、ブロードウェイでステージシンガーとしてキャリアをスタートさせた。1953年にテレビ映画でプロの俳優デビュー。その後は下積みをしながらキャリアを積んでいき、テレビドラマや映画などで活躍した。1982年からレスリー・ニールセン主演のコメディ・テレビシリーズ『フライング・コップ 知能指数0分署』のレギュラー・キャストとして出演。ニールセン演じるフランク・ドレビン刑事の上役の警部を演じた。ちなみに同ドラマは後に公開されたコメディ映画『裸の銃を持つ男』の前身で、映画版ではノースに代わってジョージ・ケネディが主人公の相棒を演じている。1980年代以降もコンスタントに出演作を増やし続け、デンゼル・ワシントン、マシュー・ブロデリック出演の『グローリー』や、クリストファー・ランバート主演の『ハイランダー 悪魔の戦士』などへも出演した。

### 死去
2002年、ニューヨーク州のポート・ジェファーソンで、肺がんと肝臓癌で死去。79歳だった。

## 出演作品

### 映画
- The Mercer Girls (1953)
- Unholy Matrimony (1966)
- おかしなホテル Plaza Suite (1971)
- Bordellet (1972)
- セルピコ Serpico (1973)
- スラップ・シュート The Deadliest Season (1977)
- ジャスティス ...and justice for all. (1979)
- ジェネシスを追え The Formula (1980)
- 影の追跡 Trackdown: Finding the Goodbar Killer (1983)
- 誘惑 Thief of Hearts (1984)
- ハイランダー 悪魔の戦士 Highlander (1986)
- Billy Galvin (1986)
- The Christmas Star (1986)
- 第四の核 The Fourth Protocol (1987)
- Rachel River (1987)
- ワイルド・チェンジ Lean on Me (1989)
- 見ざる聞かざる目撃者 See No Evil, Hear No Evil (1989)
- ペン&テラーの死ぬのはボクらだ!? Penn & Teller Get Killed (1989)
- グローリー Glory (1989)
- クレイジー・ピープル Crazy People (1990)
- Kojak: It's Always Something (1990)
- Eyes of a Witness (1991)
- Lincoln and the War Within (1992)
- 風と共に去る20ドル!? Twenty Bucks (1993)
- ザ・ジャーキー・ボーイズ/ いたずら電話大作戦 The Jerky Boys (1995)
- カフェ・ソサエティ/ 背徳の群れ Cafe Society (1995)
- ロング・キス・グッドナイト The Long Kiss Goodnight (1996)
- 俺たちブラボー・ブラザース/ ホラ吹いて行こう! I'm Not Rappaport (1996)
- アビリーン Abilene (1999)
- I'll Take You There (1999)

### テレビドラマ
- The Big Story (1956)
- The Lawbreakers (1963)
- ヒルストリート・ブルース Hill Street Blues (1982, 1984)
- フライング・コップ 知能指数0分署 Police Squad! (1982)
- The Powers of Matthew Star (1982)
- ニューハート Newhart (1984)
- アメリカン・プレイハウス American Playhouse (1984)
- コスビー・ショー The Cosby Show (1985)
- 私立探偵スペンサー Spenser: For Hire (1986)
- ロー&オーダー Law & Order (1991, 1999)